# Arces
|  | Per a altres significats, vegeu «Arces-Dilo». |

Arces, també Arces-sur-Gironde, és un municipi francès al departament de la Charanta Marítima i a la regió de Nova Aquitània. L'any 2007 tenia 622 habitants.

## Demografia

### Població
El 2007 la població de fet d'Arces era de 622 persones. Hi havia 249 famílies de les quals 57 eren unipersonals (41 homes vivint sols i 16 dones vivint soles), 82 parelles sense fills, 90 parelles amb fills i 20 famílies monoparentals amb fills.
La població ha evolucionat segons el següent gràfic:

### Habitatges
El 2007 hi havia 494 habitatges, 260 eren l'habitatge principal de la família, 216 eren segones residències i 19 estaven desocupats. 364 eren cases i 11 eren apartaments. Dels 260 habitatges principals, 181 estaven ocupats pels seus propietaris, 66 estaven llogats i ocupats pels llogaters i 12 estaven cedits a títol gratuït; 1 tenia una cambra, 11 en tenien dues, 55 en tenien tres, 77 en tenien quatre i 116 en tenien cinc o més. 215 habitatges disposaven pel capbaix d'una plaça de pàrquing. A 145 habitatges hi havia un automòbil i a 102 n'hi havia dos o més.

### Piràmide de població
La piràmide de població per edats i sexe el 2009 era:
| Homes | Edats   | Dones |
| ----- | ------- | ----- |
| 0     | 95 o +  | 0     |
| 0     | 90 a 94 | 0     |
| 4     | 85 a 89 | 0     |
| 0     | 80 a 84 | 12    |
| 4     | 75 a 79 | 4     |
| 12    | 70 a 74 | 8     |
| 24    | 65 a 69 | 24    |
| 16    | 60 a 64 | 12    |
| 8     | 55 a 59 | 16    |
| 24    | 50 a 54 | 4     |
| 24    | 45 a 49 | 12    |
| 24    | 40 a 44 | 36    |
| 24    | 35 a 39 | 16    |
| 16    | 30 a 34 | 12    |
| 16    | 25 a 29 | 20    |
| 4     | 20 a 24 | 8     |
| 16    | 15 a 19 | 12    |
| 24    | 10 a 14 | 28    |
| 24    | 5 a 9   | 28    |
| 8     | 0 a 4   | 20    |

## Economia
El 2007 la població en edat de treballar era de 402 persones, 284 eren actives i 118 eren inactives. De les 284 persones actives 248 estaven ocupades (130 homes i 118 dones) i 36 estaven aturades (15 homes i 21 dones). De les 118 persones inactives 48 estaven jubilades, 32 estaven estudiant i 38 estaven classificades com a «altres inactius».

### Ingressos
El 2009 a Arces hi havia 265 unitats fiscals que integraven 638,5 persones, la mediana anual d'ingressos fiscals per persona era de 15.110 €.

### Activitats econòmiques
Dels 30 establiments que hi havia el 2007, 1 era d'una empresa alimentària, 1 d'una empresa de fabricació d'altres productes industrials, 5 d'empreses de construcció, 5 d'empreses de comerç i reparació d'automòbils, 3 d'empreses d'hostatgeria i restauració, 3 d'empreses d'informació i comunicació, 3 d'empreses immobiliàries, 6 d'empreses de serveis, 2 d'entitats de l'administració pública i 1 d'una empresa classificada com a «altres activitats de serveis».
Dels 7 establiments de servei als particulars que hi havia el 2009, 3 eren paletes, 1 lampisteria, 1 electricista, 1 perruqueria i 1 restaurant.
L'únic establiment comercial que hi havia el 2009 era una fleca.
L'any 2000 a Arces hi havia 29 explotacions agrícoles que ocupaven un total de 1.292 hectàrees.

## Equipaments sanitaris i escolars
El 2009 hi havia una escola elemental integrada dins d'un grup escolar amb les comunes properes formant una escola dispersa.

## Poblacions properes
El següent diagrama mostra les poblacions més properes.